# Gemeentebelangen Eemsmond
GemeenteBelangen Eemsmond was een onafhankelijke politieke groepering in de gemeente Eemsmond, die op 16 oktober 1989 werd opgericht. 
Het initiatief tot oprichting van GemeenteBelangen Eemsmond kwam met name voort uit Gemeentebelangen Usquert (opgericht circa 1946) en de politieke Werkgroep Kantens (opgericht in 1974) als voorbereiding op de samenvoeging van de gemeentes Hefshuizen, Kantens, Usquert en Warffum in 1990.
GemeenteBelangen Eemsmond zet zich in voor het welzijn van alle inwoners van de gemeente en is daarbij niet gebonden aan een landelijke of provinciale politieke partij. 
Voorman van GemeenteBelangen Eemsmond was tot 2006 Jaap Nienhuis uit Usquert. Bij de gemeenteraadsverkiezingen van 2014 behaalde GemeenteBelangen Eemsmond 5 raadszetels en werd daarmee voor de derde keer in haar bestaan de grootste partij in Eemsmond. Sinds april 2010 neemt GemeenteBelangen deel aan het college van B&W met wethouder Harald Bouman, die in de laatste maanden van het bestaan van de gemeente Eemsmond op 8 oktober 2018 's avonds door de gemeenteraad van de gemeente Noordoostpolder werd aanbevolen als hun nieuwe burgemeester. 
Aangezien gedurende de dag op diezelfde datum de kieslijsten voor de nieuwe gemeente Het Hogeland  moesten worden aangeleverd met daarop Bouman als lijsttrekker, ontstond de bijzondere situatie dat de lijst van de inmiddels van naam veranderde GemeenteBelangen Het Hogeland vanaf plaats 2 werd aangevoerd door Eltjo Dijkhuis, terwijl Bouman als gevolg van de kieswet op plaats 1 moest blijven staan.